# Teresa Scanlan
Teresa Scanlan (Gering,  Nebraska 6. veljače 1993.) je američka manekenka miss Nebraske i SAD izabrana 2011. godine,  najmlađa Miss Amerike od Bette Cooper iz 1937. godine. Prva je miss Nebraske koja je postala i miss SAD-a. Miss Nebraske postala je 5. lipnja  2010. Podrijelom je Hrvatica baka i djed Franko i Nives Jelić su s otoka Ilovika u lošinjskim otocima. Rođena je u gradu Geringu u istočnome dijelu Nebraske.